# 제주 3·1절 발포사건
제주 3·1절 발포사건은 1947년 3월 1일 제주도에서 일어난 경찰의 발포사건으로, 6명이 숨지고 6~8명이 부상을 입었다. 이를 계기로 3·10 제주 총파업이 이루어졌다. 제주도는 이 사건 이전부터 인구급증, 대흉년, 실업난, 콜레라, 미군정의 정책실패 등에 시달려왔는데, 이 사건 이후 제주도에 대한 미군정의 좌익(당시론 좌익계열의 정당들도 합법적 정당이었다)탄압까지 극심해졌고, 이는 제주 4·3 사건의 한 원인이 되었다.

## 경과

### 배경
제주도 인구는 해방 전해인 1944년 21만9천여 명에서 1946년 27만6천여 명으로 2년 새 5만6천 명 이상 늘어났다. 인구의 급증은 전국적인 대흉년과 맞물려 사회경제적으로 제주 사회를 압박하는 요인이 됐다. 1946년 제주도의 보리 수확량은 해방 이전인 1943년과 1944년에 견줘 각각 41%, 31%에 그쳤다. 제조업체의 가동 중단과 높은 실업률, 미곡 정책의 실패 등으로 제주 경제는 빈사 상태에 빠졌다. 게다가 기근이 심했던 1946년 여름 제주섬을 휩쓴 콜레라는 2개월여 동안 최소 369명의 사망자를 냈다.

### 3·1절 발포사건
1947년 미군정은 제주도에서의 3·1절 기념식이 좌익의 주도로 미소공동위원회의 재개 촉구와 조직의 정비를 목표로 열리게 됐음을 알게 되었다.
1947년 2월 28일 미군정은 집회만 허가하고 행렬은 허가치 않았는데, 좌익이 행렬까지 허가하라고 하자 부득이 집회까지 허가취소 하였다. 그리고 집회장소도 제주서비행장으로 하라고 하였다.
1947년 3월 1일 제주북국민학교 주변에 좌익이 동원한 남로당, 민주주의민족전선, 민주주의청년동맹, 부녀동맹, 인민위원회에서 동원한 17,000명의 군중과 기타군중 8,000명 등 총 3만 명의 군중이 모여들었다. 경찰은 제주 경찰 330명과 육지에서 파견된 응원 경찰 100명 등 430명으로 주변 경비 활동을 하였다. 3.1절 기념식을 마친 3만여 군중은 가두 시위에 들어갔는데, 이때에 기마경관이 탄 말에 어린이가 채여 작은 소란이 발생하였다. 기마경관이 어린이가 채인 사실을 몰랐는지 그대로 가려고 하자 주변에 있던 3만여 군중들이 몰려들어 기마경관에게 돌을 던지고 야유를 보내며 경찰서까지 쫓아갔다. 그런데 경찰이 이를 경찰서 습격으로 오인하여 시위대에게 발포해 6명이 사망하고 6~8명이 부상을 입었다. 이에 대해 미군정 당국은 정당방위로 주장하고 사건을 '시위대에 의한 경찰서 습격사건'으로 규정짓고 3.1절 기념 행사를 준비한 사람들을 연행하기 시작했다.
1947년 3월 3일 경무부장 조병옥이 "2월 28일 집회만 허가하고 행렬은 허가치 않았던 바 행렬까지 허가하라고 함에 부득이 집회까지 허가취소 하였는데 1일 시민이 남산국민학교(제주북국민학교)에 모였으므로 집회만 허가하였다. 그리고 이내 오후2시50분경 경찰서 감찰서 등을 습격하였으므로 발포하였다"고 해명하면서 민심이 들끓었다. 이에 남로당은 이런 민심의 흐름을 놓치지 않고 조직적인 반경활동을 전개했다. 처음에는 전단지를 붙이는 일과 사상자 구호금 모금운동을 벌였다.

### 3·10 총파업
3·1절 기념식 사상자에 대한 도립병원 검시 결과 희생자 1명을 제외하고 모두 '등 뒤에서 총탄을 맞은 것'으로 판명됐다. 경찰의 과잉진압이란 게 알려지자 1947년 3월 10일부터 제주도청을 시작으로 민관 총파업이 발생하였다. 파업에는 행정기관, 학교, 회사, 은행, 교통, 통신기관에 관련된 160개 단체, 4만여명이 참가하여 제주도의 행정기능이 마비되었다. 제주도의 경찰 및 사법기관을 제외한 행정기관 대부분인 23개 기관, 105개의 학교, 우체국, 전기회사 등이 파업에 참여하였고, 심지어 제주 경찰의 20%도 파업에 참여하였다.
조병옥은 3월 12일 오후 실정조사차 비행기로 현장으로 출발했다. 조병옥 (본인도 후에 좌익으로 몰려 곤혹을 치렀던 것을. 상기하면. 4.3. 사건 당시에 빨갱이로 몰려 죽임을 당한 사람들에 대한 제대로 검증도 없이 학살이나 처헝등을 햇을 개연성은 충분하다. 그래서 그당시 손가락총이라는 말이 널리쓰엿다 손으로 빨갱이라고 가르킴 당함. 죽는다고, 그러나 이는 해석의 문제로 조병옥이 좌익으로 몰렸기에 4.3. 사건을 엉터리로 처리했다는 건 논리적으로 맞지 않다는 의견도 존재한다)사남에 의하면 3월 16일 기준 파업해소상태는 다음과 같았다. 도청 1(1)(괄호내는 파업해제수) 군청 2(2) 읍사무소 1(1) 면사무소 12(8) 학교 108(10) 우편국 12(6) 무전국 1(1) 기타관공서 10(9) 산업기관 13(7) 금융기관 9(7) 교통기관 5(4). 3월 18일까지 선동 주범자들 약 150명이 검거되면서 파업이 일단락 되었고 각자 다시 집무에 복귀하였다.
파업이 아닌 사직서를 제출하고 사직햇던 중문지서원 들은. 금일까지 경찰본분을 지키가위해 최선을 대해왓으나 금번. 경찰의 발포건으로 그동안의 모든 노력은 수포로 돐아갔다 더이상은 악독한 명령을 따를수 없어 사직한다는 게시글(판)을 남긴체..그로인해 파면되고 체포되고 한달여 고문과 폭행등을 당한후 풀렷낫으나. 체포를 피해 도주햇던 경찰은 가족 등 6명이 (젖먹이 아들까지) 도주자 가족이라고 3번에 나눠 체포된후 경찰들에 읫내 죽임을 당하고 큰아들도 해당 충격으로 정신질환을 앓다 죽었다. 그의가족중 유일한 생존자는 당시 다섯살의 딸만 살아남앗다
아직까지도 국민의 생명과 재산을 지키는 경찰본분을 지키기위해 불가피한 사직을 선택햇던 중문지서원들의 명예회복을 미완인 상태다

### 3·10 총파업 이후
1947년 3월 19일 미군정 정보 보고서에서 미군정은 제주도 주민 70%를 좌익 또는 그 동조자로 인식했다. 박헌영의 비서 박갑동은 어느 정도 지지한 것은 사실이라고 말했다. 미군정은 3.10 총파업 후에도 제주도민을 탄압하였고, 제주도민의 불만은 쌓이고 쌓여 결국 제주 4.3 사건의 중요한 원인이 되었다.
1947년 4월 1일 경무부는 제주도사건 당시 직무태만 경관 60여명을 징계 파면하였다. 이때 파면된 경관의 자리는 서북청년단 소속으로 충원됨으로써 제주도민들과 군정경찰 및 서북청년단 사이에서는 대립과 갈등이 더욱 커져 갔다고 한다.
1947년 4월 10일 유해진(柳海辰)이 제주도지사에 임명되었다. 4월 11일 조병옥은 테러행위 엄중단속을 각관구 경찰청에 지시하였다.
1947년 5월 21일 제2차 미소공동위원회가 재개되자 남로당은 제주도당원을 늘려나가 1948년 초에는 5,000~6,000 명의 당원을 모을 수 있었다. 남로당 핵심 당원들은 500~700명 정도였다고 미군정은 추정하였다. 경찰은 경찰관에 대한 테러 사건이 일어나자 좌익에 대한 단속을 실시하여 2,500명을 검속하였고 이 과정에서 3건의 고문치사사건이 발생하였다.
1948년 3월 남로당 제주도위원회는 조직을 군사부 중심으로 개편하고 '인민유격대'를 창설하고 총사령관에 김달삼, 특별경비대장에 이덕구를 임명하였다. 인민유격대에는 전투부대 25부대와 직속부대 25부대, 그리고 각 읍,면 단위로 한 두개의 유격중대와 자위대가 각각 편성되었으며, 인민유격대의 본부는 한라산에 설치되었고 애월면 샛별 오름 하단의 들판에 훈련장을 설치하여 군사훈련을 실시하였다.
이후 1948년 4월 3일 제주 4.3 사건이 발생하였다.

## 참고자료

### 미군정 브라운 대령의 보고서
1948년 7월 1일 미군 제6사단 브라운 대령(Colonel Rothwell H. Brown)은 주한미군사령관에게 "제주도 활동, 1948년 5월 22일부터 6월 30일까지"라는 제목의 보고서를 제출하였다. 그 요지는 아래와 같다.
미군 제6사단 브라운 대령이 1948년 5월 22일부터 6월 30일까지 제주도민 5,000명을 대상으로 조사한 결과 공산진영의 남로당이 1946년부터 제주도에서 공작을 시작했음을 밝혀냈다.
남로당은 1947년 초부터 서서히 공작을 개시했는데, 1948년 남한만의 단독 총선거 실시가 확실해지자 활동을 강화하고 특수 공작원을 본토에서 제주도로 파견했다. 이들은 처음에 공산당 침투 전술에 중점을 둔 훈련을 집중적으로 받았다.
1948년 5.10 총선거가 시작되기 전에 섬 전체에 걸쳐 모든 마을과 읍면에 공산주의 세포가 조직되었다. 각 세포조직은 한 명의 지도자와 선전원, 보급책 등으로 구성되었다. 규모가 큰 읍면에는 현 정부(미군정)가 무너지면 민간 정부 역할을 수행하게 될 인원까지 있었다. 세포조직 외에도 조선인민유격대 예하 '제주도인민유격대' 또는 '제주도인민군'이 조직되었다. 이는 두 개의 연대와 보충대대로 이루어져 있었다. 인사장교가 임명되었고, 인원 모집이 활발하게 이루어졌다. 폭동이 절정이었을 때, 제주도인민군 규모는 대략 4,000명의 장교와 사병을 갖춘 것으로 추산되었다. 무장병력 중 10퍼센트 미만이 소총으로, 나머지는 일본도와 지역에서 만든 창으로 무장했다.
남로당을 조직하기 위해 본토에서 보낸 훈련받은 선동가 및 조직가는 6명에 불과했으나, 곧바로 500~700 명의 동조자가 합류했다. 제주도민 60,000~70,000명이 남로당에 가입한 것으로 추산된다. 그들 대부분은 무지하고 못 배운 농민과 어민들로, 전쟁과 전후 생활고에 시달리고 있었기 때문에, 경제 상황을 해결해주겠다는 남로당의 제안에 쉽게 넘어갔다.
브라운 대령은 공산주의자들의 조직 활동이 성공한 이유에 대해 "제주도 경찰부대, 특히 경찰 정보부대가 효과적으로 조직되지 못했다"는 사실을 지적했다. 그는 선거 기간에 폭동이 성공한 것은, 제59 군정중대 민사참모장이 제주도 경찰을 통제하기 위해 신속하고 결정적인 조치를 취하지 못했고, 경찰보충대가 섬에 도착한 후 효율적으로 배치되지 못했다는 것을 이유로 지적했다. 그는 경찰보충대가 과도한 잔혹행위와 테러를 저질렀다는 것을 알았다.

## 같이 보기
- 제주도
- 제주북국민학교
- 미군정
- 조병옥
- 남로당
- 민주주의민족전선
- 제주 4·3 사건